# Bydło domowe

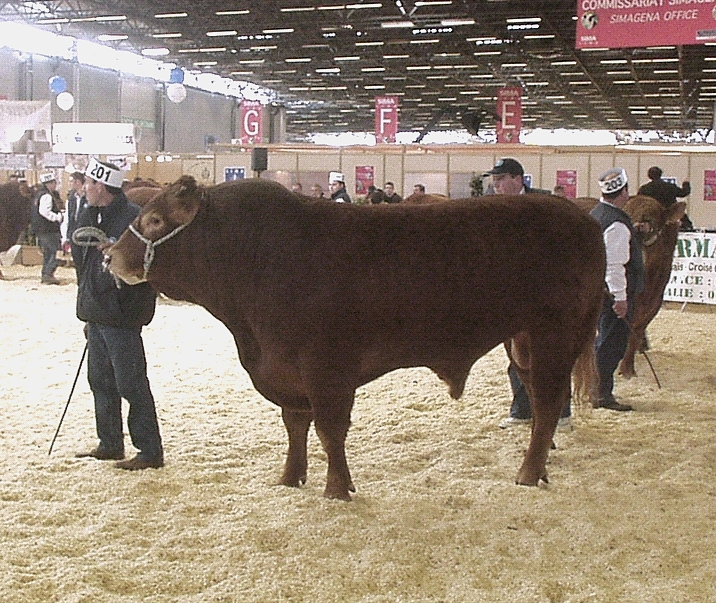
Buhaj rasy Limousine

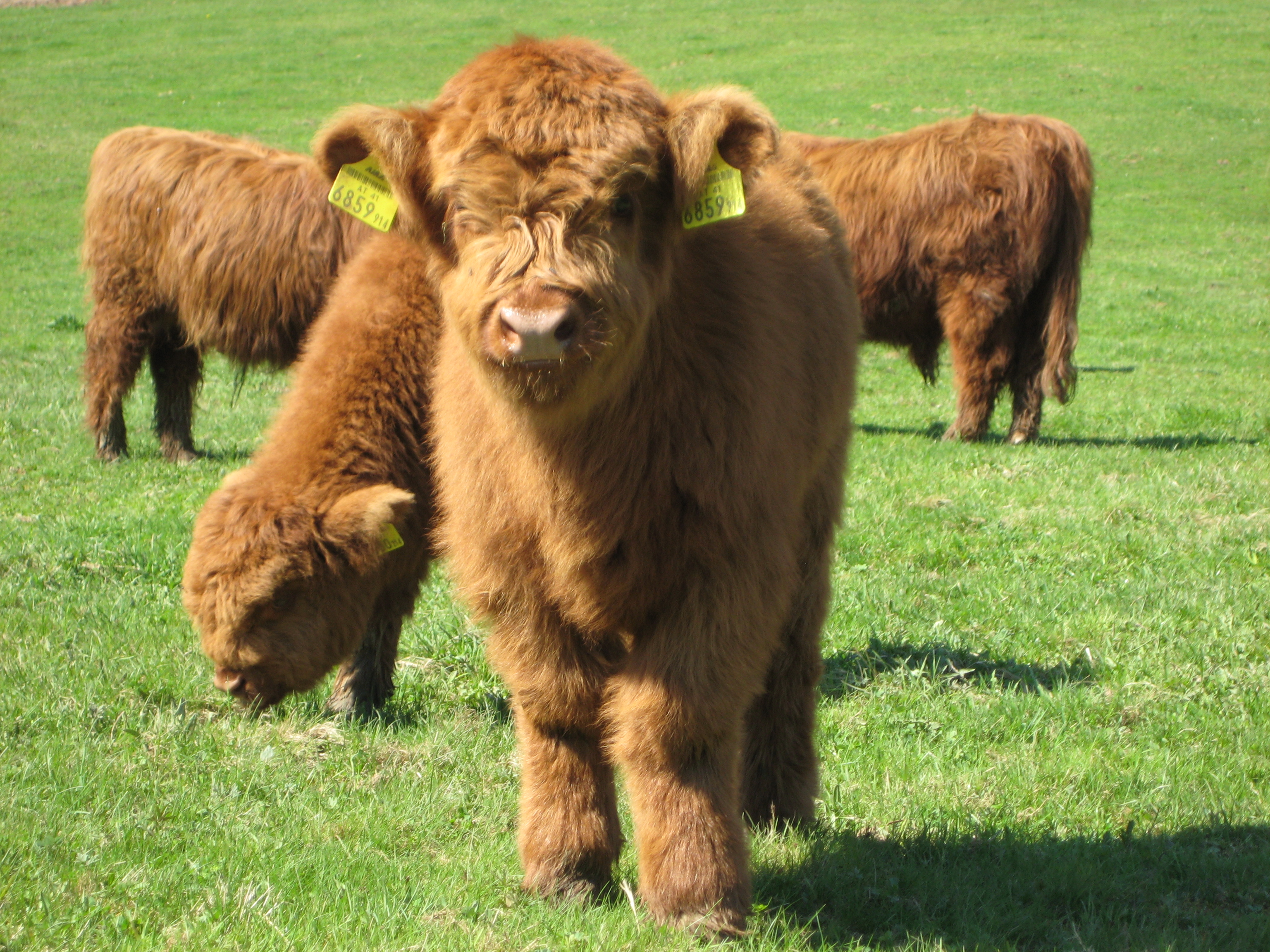
Na pierwszym planie cielę szkockiej rasy wyżynnej

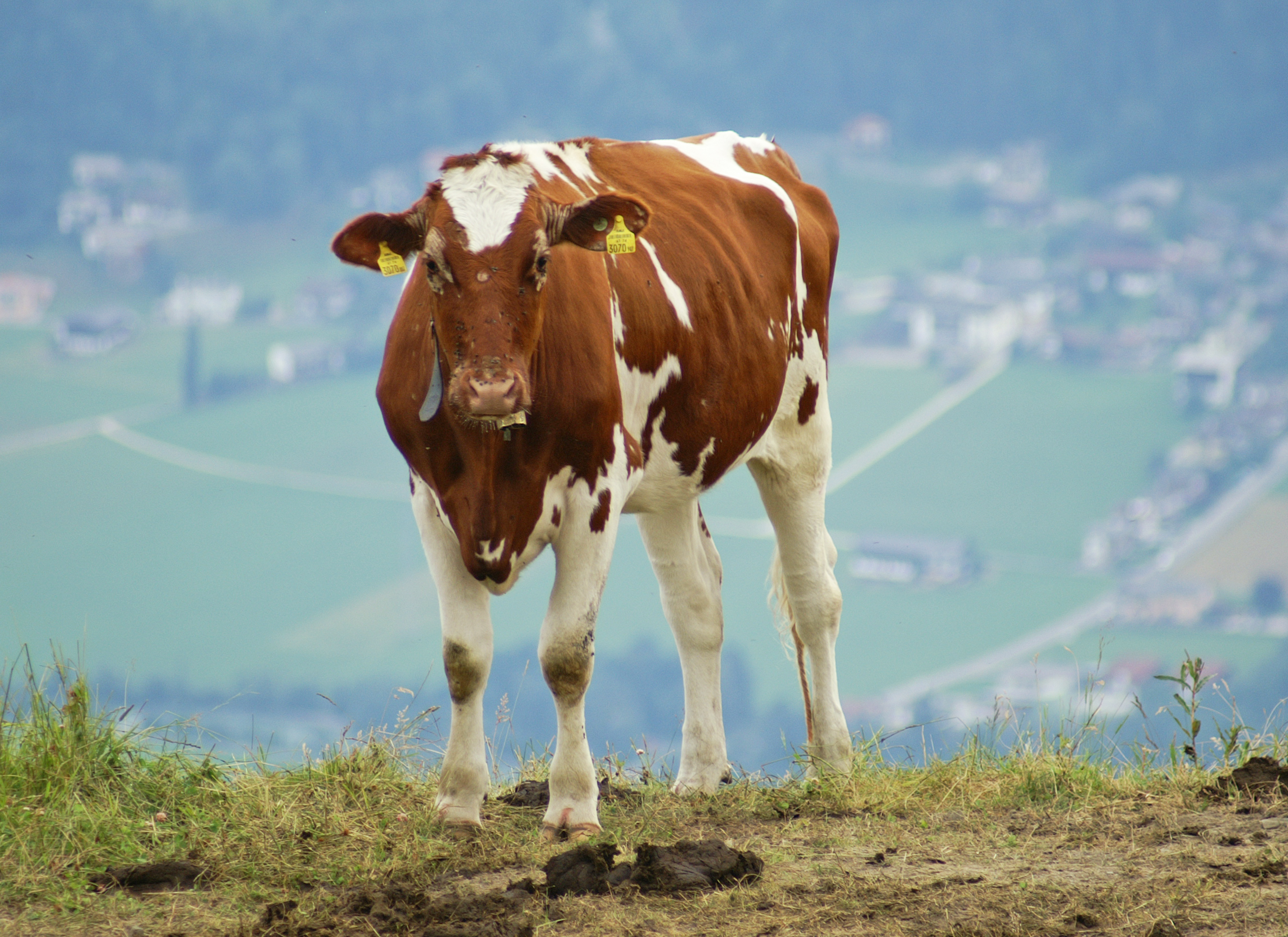
Krowa rasy Ayrshire

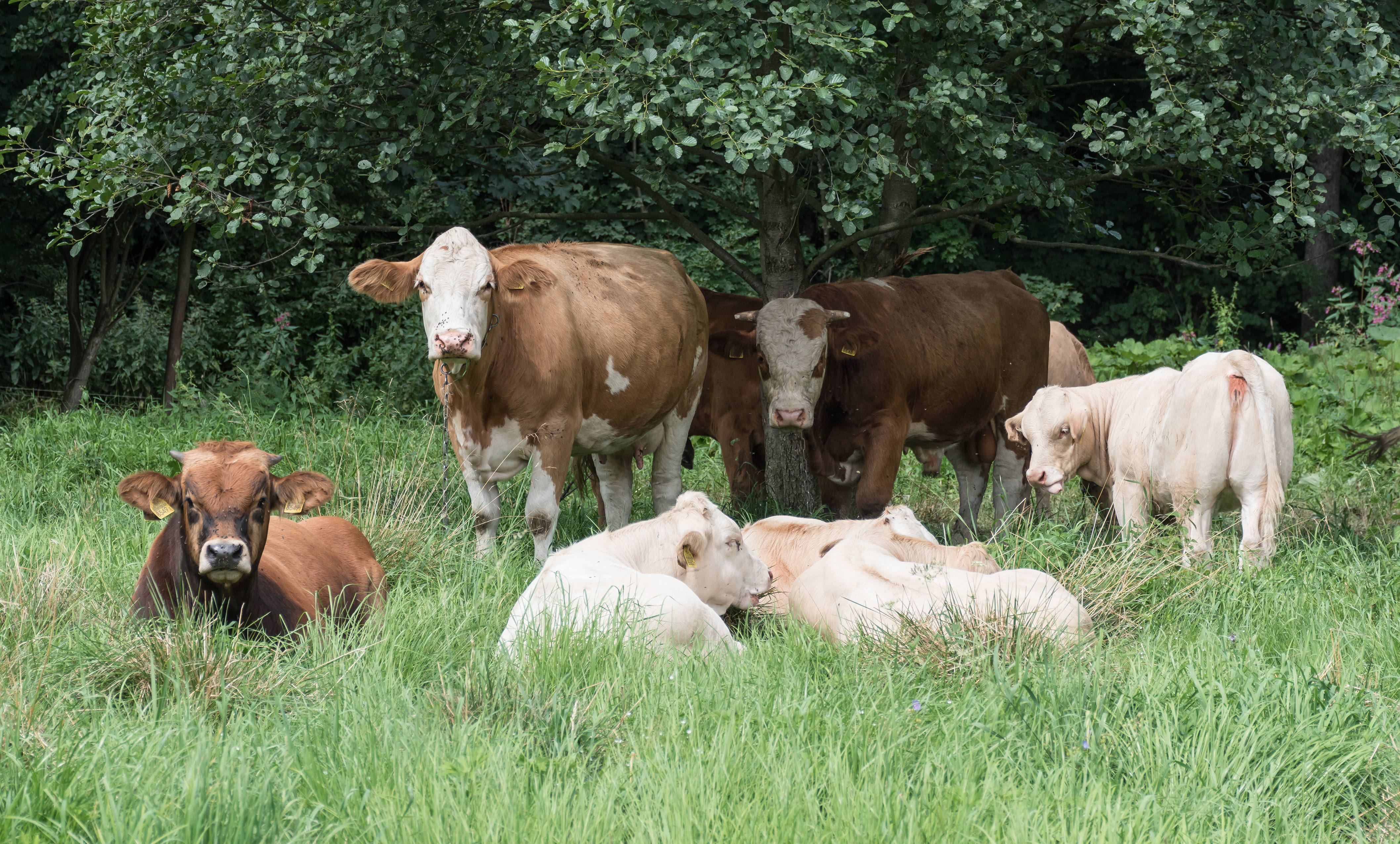
Bydło na pastwisku

Bydło domowe (Bos taurus taurus) – udomowiony podgatunek tura europejskiego, zwierzęcia z rodziny wołowatych, rzędu parzystokopytnych. Dzikim przodkiem formy udomowionej był tur Bos primigenius.
Udomawianie nastąpiło w różnych miejscach w różnym czasie, ogólnie biorąc pozostawało w związku z przejściem człowieka do osiadłego trybu życia. Ślady oswojenia bydła odkryto już w kulturze środkowej Mezopotamii sprzed 8000 lat. Początkowo użytkowane na mięso, następnie jako siła robocza. Mleczne użytkowanie bydła nastąpiło znacznie później, m.in. w Grecji ok. 1000 lat p.n.e. Racjonalna hodowla rozwinęła się dopiero na przełomie XVIII i XIX w. Najlepsze wyniki osiągnięto wtedy w Anglii (R. Bakewell, później bracia Colling).
Dorosły samiec bydła w zootechnice określany jest mianem buhaj, stadnik albo byk. Krowa jest to dorosła samica tego podgatunku. Potomkiem buhaja i krowy jest cielę. Młode osobniki bydła domowego płci męskiej to byczki albo buhajki (dawniej ciołki). Jałówką zaś jest nazywana młoda samica, do pierwszego ocielenia. Wół to wytrzebiony (pozbawiony operacyjnie jąder) buhaj.
Samice osiągają dojrzałość płciową już w wieku ok. 6 miesięcy. Ciąża trwa ok. 280 dni; regułą jest jedno młode w miocie. Cykl płciowy trwa u krów ok. 21 dni. Sama ruja jedną dobę lub nieco dłużej. Bydło domowe używane jest do rozpłodu w wieku 15-20 miesięcy. W rozmnażaniu duże znaczenie ma sztuczne unasiennianie. Porody bliźniacze stanowią ok. 2–4% wszystkich. Długość życia sięga 20 lat, ale wartość hodowlana kończy się w wieku ok. 15 lat. Wiek krów w przybliżeniu szacuje się po pierścieniach przyrostowych na nasadzie rogów, powstających po każdym wycieleniu. Masa ciała, zależnie od rasy waha się w granicach od 400 do 1200 kg. Ubarwienie (maść): jednobarwne, płowe, czarne, rudoczerwone, kawowe, niemal białe albo łaciate.
Bydło może być chowane:
- na mięso,
- jako siła robocza,
- w celu uzyskania mleka.

Oprócz tych głównych celów chowu bydła, uzyskuje się z niego również: skóry (podstawowe źródło surowca dla przemysłu garbarskiego), rogi (wyroby galanteryjne i pamiątkarskie), kości (kleje, mączki kostne), obornik (od 1 dużej sztuki ok. 10 t).

## Typy użytkowe bydła
Przez typ użytkowy rozumie się zespół cech anatomicznych, fizjologicznych i morfologicznych, które predestynują zwierzę do określonego typu użytkowania. Bydło domowe dzieli się na 3 typy użytkowe: mleczny, mięsny i kombinowany.

### Bydło typu mlecznego
Dla tego typu cechami charakterystycznymi budowy ciała są: klinowaty (trójkątny) kształt ciała pogłębiający się ku tyłowi, szlachetna i delikatna budowa ciała, płaska klatka piersiowa, skośnie ustawione żebra i duże odstępy między nimi, dobrze rozbudowana partia zadu, mocne kończyny, głowa i szyja wydłużone, skóra cienka i elastyczna, słabe umięśnienie, u samic dobrze rozwinięte wymię.

### Bydło typu mięsnego
Ten typ ma kształt tułowia zbliżony do prostokąta, krótką, szeroką i głęboką klatkę piersiową, żebra wypukłe, ustawione prawie prostopadle względem kręgosłupa. Głowa krótka i mała, szyja szeroka, mocno umięśniona. Skóra bydła typu mięsnego jest gruba, gąbczasta, ze słabym porostem włosów. U samic słabo rozwinięte wymię.

### Bydło typu kombinowanego
Bydło typu kombinowanego (mięsno-mlecznego albo mleczno-mięsnego) łączy cechy budowy wyżej opisanych typów wyspecjalizowanych przy przewadze pierwszego bądź drugiego z nich. W Polsce spotyka się prawie wyłącznie bydło w tym typie.

## Występowanie na świecie
Bydło domowe występuje na wszystkich kontynentach z wyjątkiem Antarktydy. Jednak jego rozmieszczenie nie jest równomierne. Najwięcej sztuk bydła na kilometr kwadratowy (>250 szt.) przypada w przeważającej części Indii, w centralnej części Brazylii, w USA w północnej części stanu Teksas oraz w zachodniej części stanu Kalifornia, w Chinach na Nizinie Chińskiej, na Wyspach Brytyjskich, w północnej części Francji, Niemiec oraz Włoch. Krajami przodującymi w hodowli bydła są: Brazylia, Indie, USA, Chiny, Argentyna, w tym kraje południowo- i północnoamerykańskie są potentatami w hodowli bydła mięsnego, jest to spowodowane korzystnymi warunkami przyrodniczymi tj. ogromne tereny trawiaste (prerie, pampy). Indie (z powodów religijnych wyznawcy hinduizmu nie spożywają mięsa krowiego) przodują w hodowli bydła mlecznego, wykorzystują je także do produkcji naturalnego nawozu, jak i siły pociągowej. Europa zachodnia (Wielka Brytania, Francja, Niemcy, Holandia) z powodu dużej gęstości zaludnienia oraz pozycji ekonomicznej, a co za tym idzie zapotrzebowania na mleko i wołowinę także stała się regionem dominującym w hodowli bydła.
W krajach afrykańskich liczba posiadanego bydła świadczy o statusie społecznym, lecz w centralnej części Afryki hodowla bydła jest praktycznie niemożliwa bądź bardzo utrudniona z powodu występowania w tamtym regionie muchy tse-tse, która wywołuje u bydła chorobę.

## Hodowla zwierząt w Polsce
W ciągu ostatnich kilkunastu lat pogłowie zwierząt hodowlanych w Polsce zdecydowanie spadło. Nie jest to jednak zjawisko niepokojące, gdyż mamy obecnie na rynku wystarczające ilości mięsa, mleka i jaj (paradoksalnie w latach 70. i 80., gdy hodowano znacznie więcej zwierząt, sytuacja była dużo gorsza, np. mięso sprzedawano na kartki). Efektem wprowadzenia po 1989 roku gospodarki rynkowej było m.in. powstanie konkurencji, także w zakresie produkcji zwierzęcej. Upadła wówczas większość nieekonomicznych Państwowych Gospodarstw Rolnych. Również małym gospodarstwom indywidualnym przestało się opłacać trzymanie pojedynczych zwierząt.
Pogłowie bydła od 1990 roku zmniejszyło się blisko dwukrotnie. Obecnie hodowla prowadzona jest głównie w dużych (liczących po kilkaset sztuk), specjalistycznych gospodarstwach, których najwięcej znajduje się na Podlasiu, Mazowszu i w Wielkopolsce.
Najbardziej rozpowszechniona jest nizinna czarno-biała rasa bydła, gdyż obecnie duży nacisk kładzie się na produkcję mięsa; wcześniej hodowla głównie dla mleka i siły pociągowej.
Pochodzące od bydła produkty stanowią ok. 40% wartości całej produkcji zwierzęcej w Polsce. Produkcja mleka wynosiła 12 mln t, a wołowiny 400 tys. t (stan na rok 2014). Krajowa populacja bydła wynosi obecnie ok. 5,9 mln sztuk.
| Rok  | Liczba w mln sztuk |
| ---- | ------------------ |
| 1990 | 10,1               |
| 1995 | 7,3                |
| 2000 | 6,1                |
| 2005 | 5,4                |
| 2010 | 5,7                |
| 2015 | 5,9                |

## Rasy hodowlane bydła
W okresie tysięcy lat hodowli wykształciło się wiele ras dostosowanych do lokalnych, często specyficznych warunków i przystosowanych do różnych sposobów użytkowania.